# エンジン計器・乗員警告システム

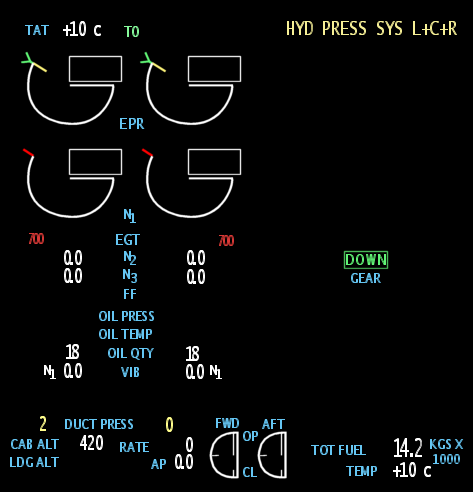
EICAS表示の例

エンジン計器・乗員警告システム (engine-indicating and crew-alerting system)とは、ボーイング、エンブラエル、ボンバルディアの旅客機に搭載されたモニタリング装置で、電子飛行計器システムを構成する装置の一つ。EICAS（アイキャス）と略される。

## 概要
航空機の発達により制御システムが複雑化すると、感覚や計器の読み取りに頼った故障探求が困難になったため、異常発生時には対応したアナンシエータ・パネルの対応したランプの点灯と警報音により知らせる『クルー警告システム（CAS:The crew-alerting system）』が導入された。小型機では十分であったが、高度なアビオニクスを搭載した大型旅客機では対応する警報灯を全て設置するのは物理的に不可能であり、パイロットは警報灯が示した大まかな分類（エンジン、油圧など）と操縦時の違和感や異音から故障箇所を推測し、副操縦士がマニュアルの該当箇所を検索して故障探求を行っていた。しかしシステムの複雑化に伴い、墜落に繋がる状況下で参照するQRH（クイック・リファレンス・ハンドブック）でもかなりの分量となったことから、低高度では故障箇所の特定から解決策の実行までの時間的余裕は非常に少なくなった。
ボーイングでは757と767の開発時にセールスポイントとして運航コストの削減を掲げ、航空機関士を乗せずパイロット2名での運航を可能とすることが計画された。従来は航空機関士がエンジンなどを監視し、異常発生時にはパイロットの故障探求をサポートするが、757/767ではEICASにより自動化することでパイロットは故障箇所を特定する時間を削減し迅速に対処へ移ることが可能となった。このため757/767はEICASが標準装備となり、767以降に開発された機体にも搭載された他、後にエンブラエルやボンバルディア・エアロスペースの旅客機にも採用され、イリューシン設計局もIl-112への採用を予定している。
EICASは油圧系統、空気系統、電気系統、防氷システム、燃料系統、降着装置の状態などを監視し、異常発生時に警告を発する。
画面に表示されるメッセージは3段階ある。
- Warning -警告。迅速な対処が必要な異常。
- Caution - 注意。即時の対処を必要としない異常。
- Advisory - 助言。場合によっては対処した方がよい軽微なエラー。

757/767ではフライトデッキ中央に2つの画面を縦に並べ、片方は画面は取得した情報やメッセージ、他方は多機能画面として通常は表示されない情報や機体に搭載された外部カメラの映像などを表示可能としていた。777では専用のディスプレイを1つ配置し、787ではディスプレイの一部に表示、レイアウトの変更も可能となった。

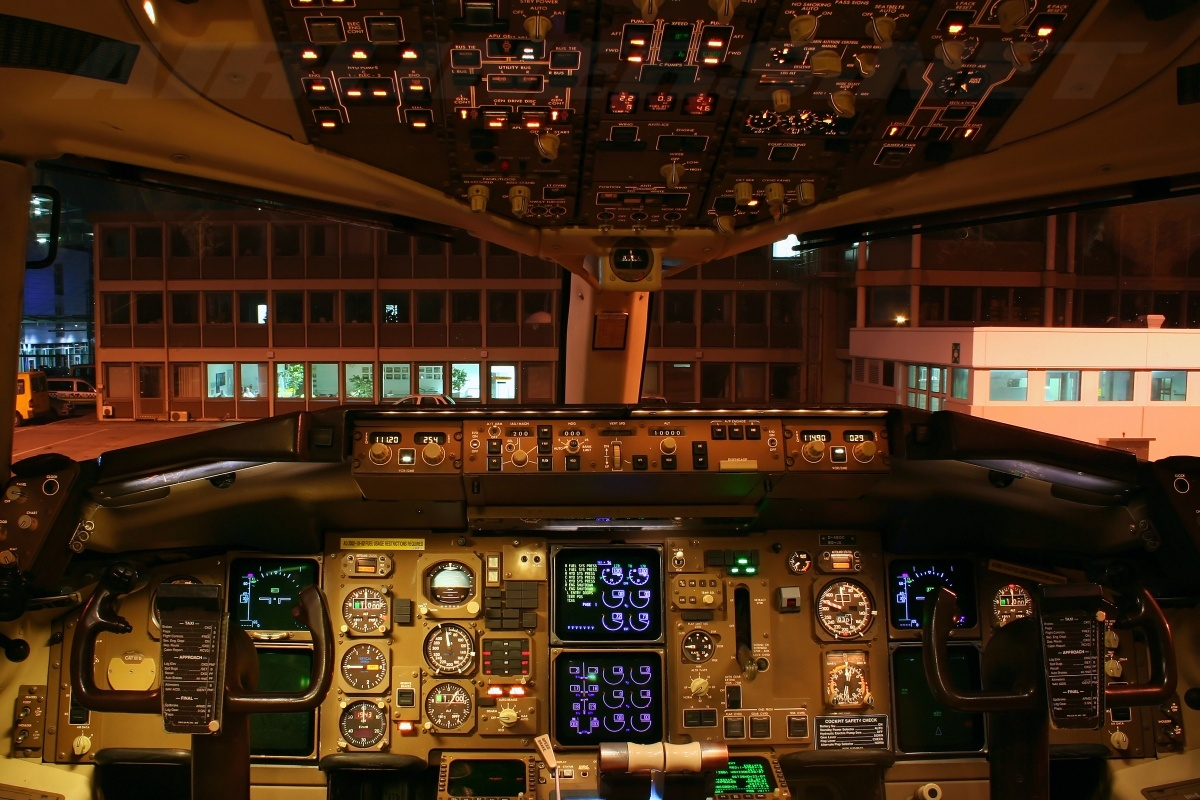
757-330のEICAS（中央にある縦に並んだ2画面）
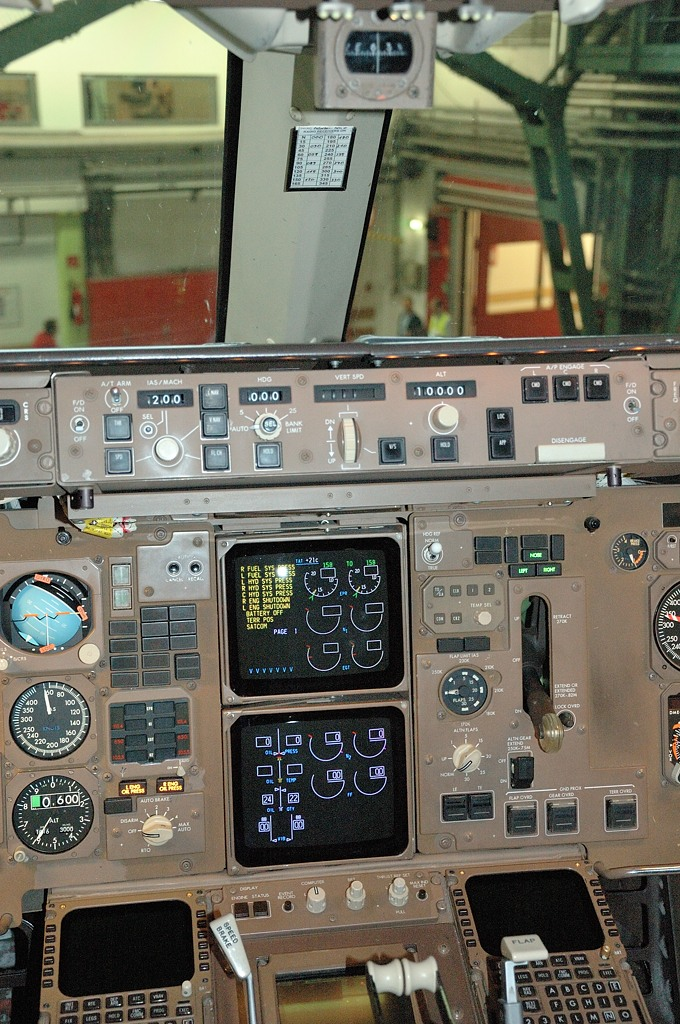
767-300ERのEICAS（中央にある縦に並んだ2画面）
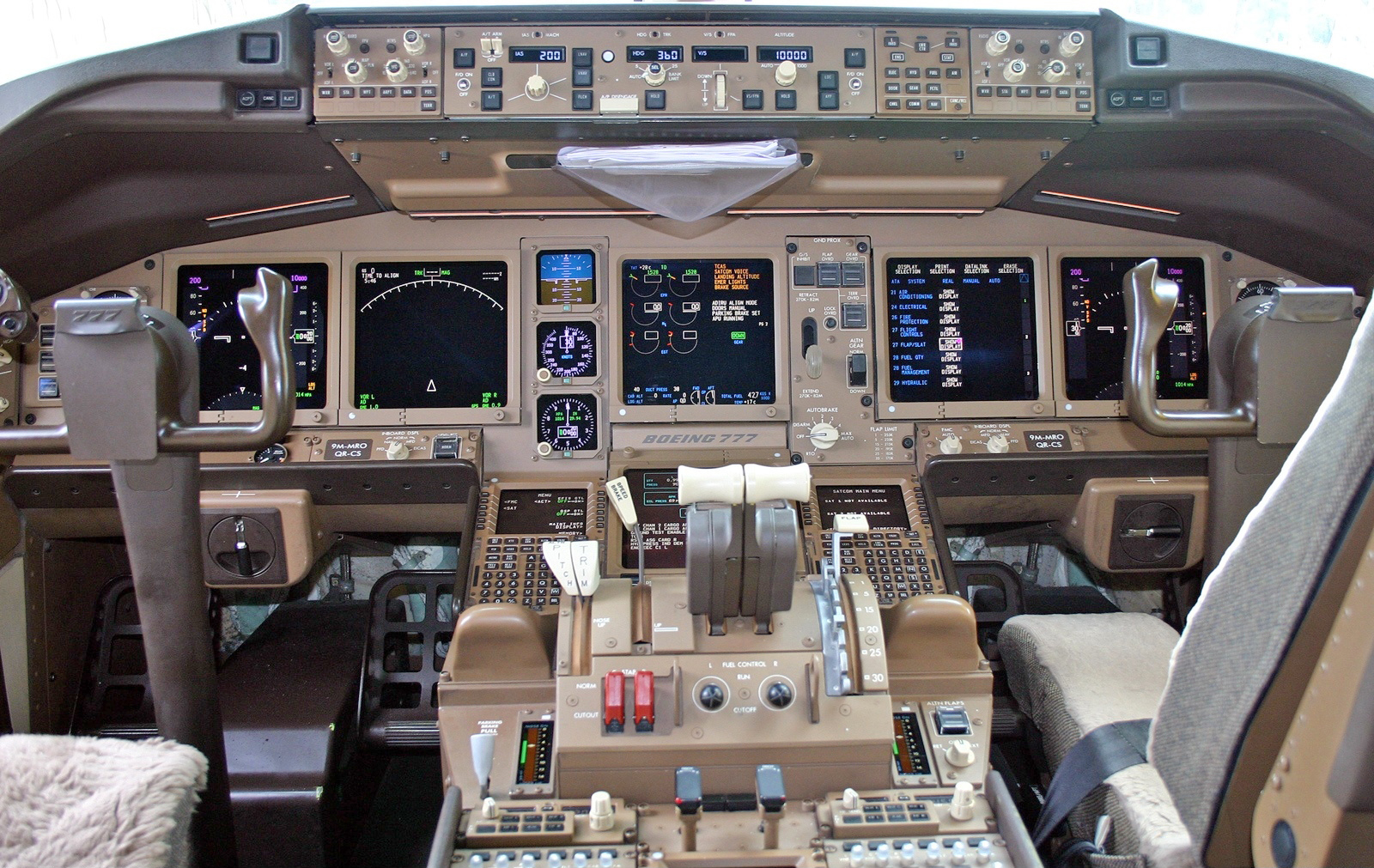
777-200ERのEICAS（中央の1画面）
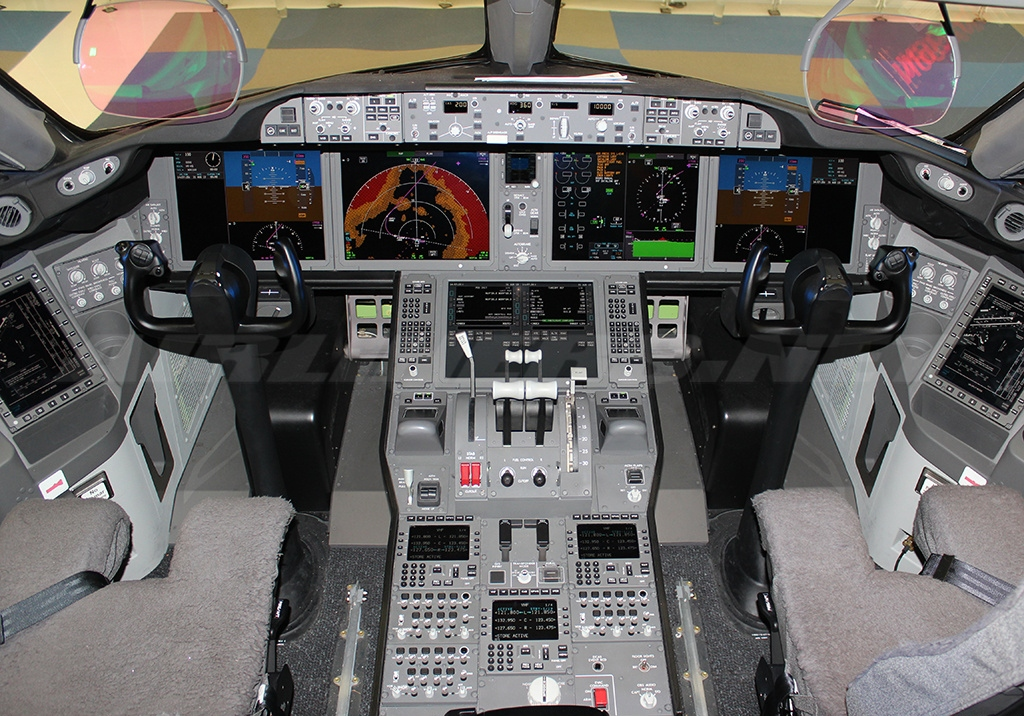
787-8のEICAS（右から2番目にあるモニタの左側に統合表示されている）
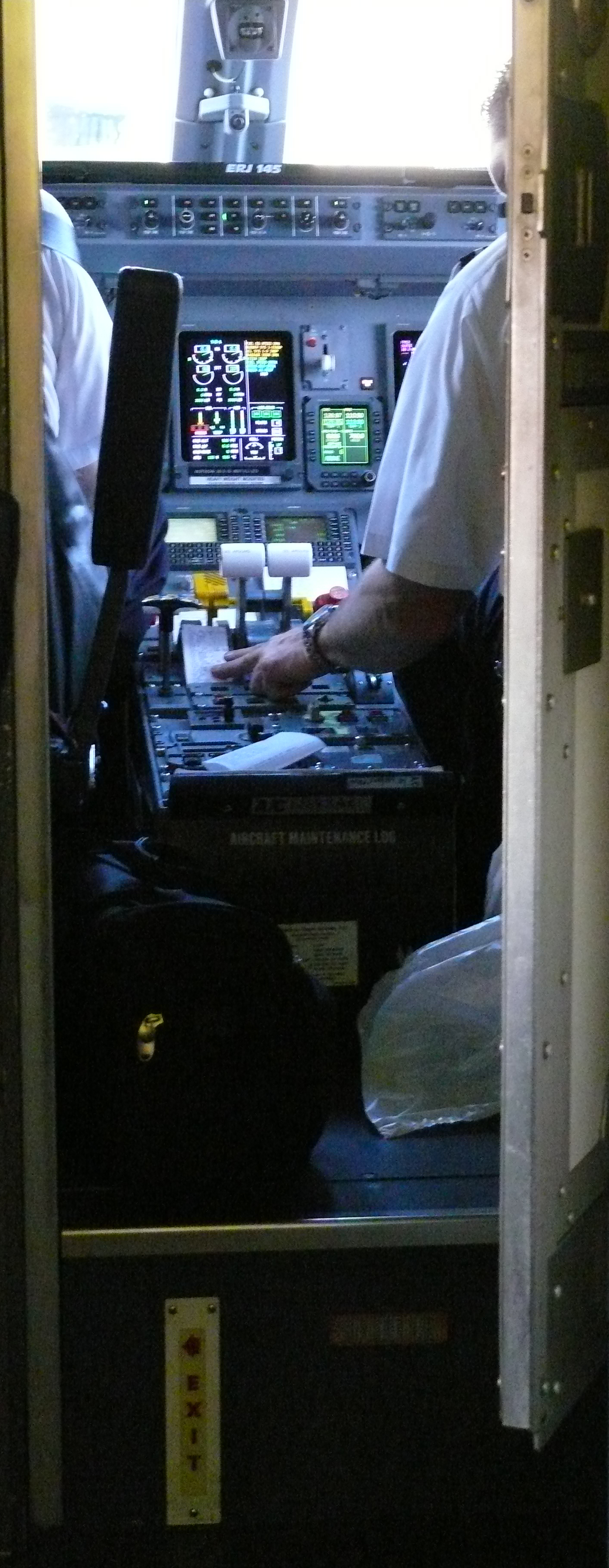
エンブラエル ERJ 145のEICAS（縦長の1画面）
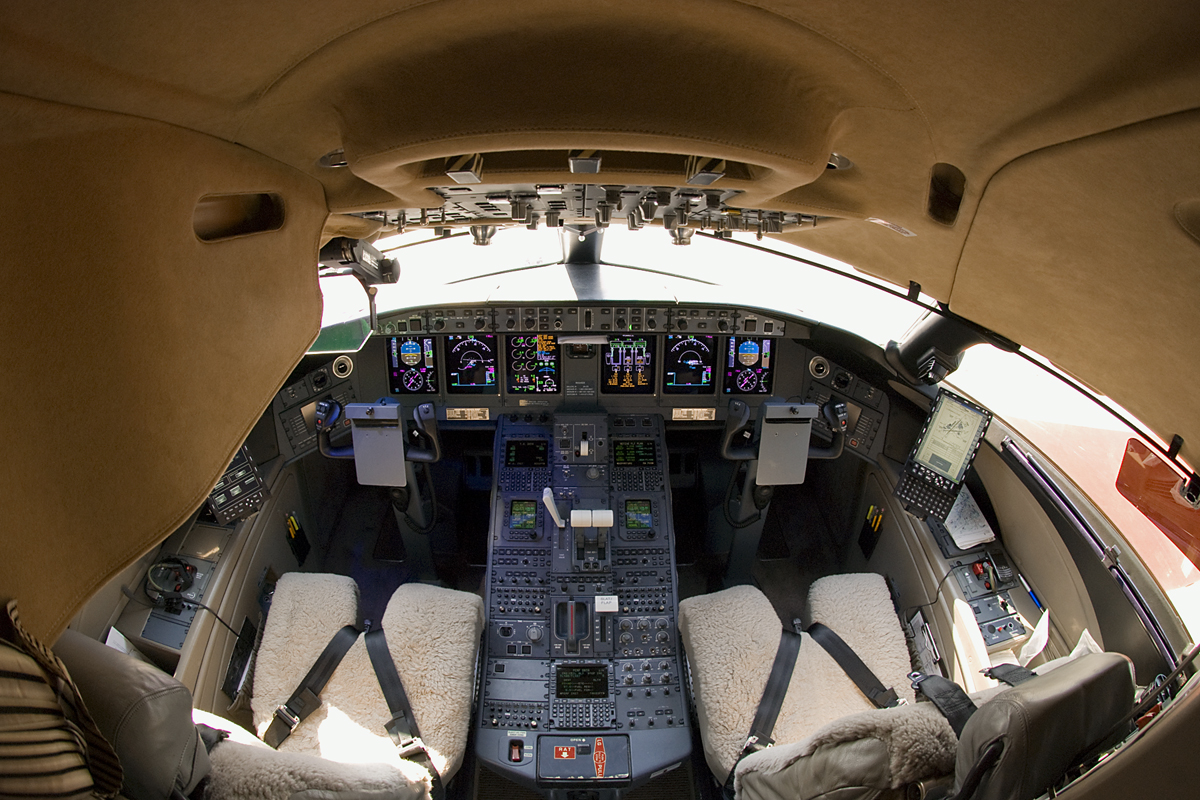
ボンバルディア グローバル・エクスプレスのEICAS（左から3番目にある画面）

## 問題点
自動的に解決策を提示する電子式集中化航空機モニターとは異なり、表示されるのは異常が発生した箇所と内容であるため、パイロットはQRHもしくはマニュアルの該当する箇所を参照する必要がある。
EICASが取得したデータが正しいとは限らず、USエアウェイズ1549便不時着水事故ではEICASに近似したシステム、ECAMが誤値をフライト・データ・レコーダーへ記録したため、事故調査官は機長の判断が間違っているという予測を立ててしまった。